# Agabus taiwanensis
Agabus taiwanensis is een keversoort uit de familie waterroofkevers (Dytiscidae). De wetenschappelijke naam van de soort is voor het eerst geldig gepubliceerd in 1994 door Nilsson & Wewalka.